# Cerro San Benito de los Piques
El cerro San Benito de los Piques está ubicado en la comuna de Las Condes, en la precordillera de la ciudad de Santiago, Chile. Tiene una altitud de 893 m s. n. m. y una prominencia de 100 m. En su ladera norte, muy cerca de la cima, se encuentra su única construcción, el Monasterio Benedictino de la Santísima Trinidad de Las Condes. El cerro fue declarado zona típica mediante el Decreto Supremo n.º 1661, del 9 de abril de 1981.
Los terrenos del cerro fueron comprados en 1950 por la Orden benedictina para la construcción de su monasterio en Santiago. Se trasladaron desde el antiguo monasterio en avenida Las Condes al nuevo edificio en 1955.